# Natació als Jocs Olímpics d'estiu de 1992 - 100 metres lliures masculins
La prova masculina de 100 metres lliures als Jocs Olímpics d'estiu del 1992 va tenir lloc el 28 de juliol a les Piscines Bernat Picornell de Barcelona, Catalunya. Van competir 75 esportistes de 52 nacions. Les nacions s’havien limitat a dos nedadors cadascuna des dels Jocs de 1984. L'esdeveniment el va guanyar Alexander Popov de l'Equip Unificat. Gustavo Borges va guanyar el primer bronze pel Brazil des del 1960 en aquesta disciplina. El francès Stéphan Caron va repetir com a medallista de bronze, el vuitè home que guanyava més d'una medalla a la prova. Va ser la primera vegada des del 1968 que els Estats Units competien i no guanyaven l'esdeveniment i, també la primera vegada des del 1956 que els nord-americans competien i no s'enduien cap medalla, ja que Jon Olsen va acabar quart i Matt Biondi va quedar cinquè.

## Antecedents
Aquesta va ser la 21a aparició dels 100 metres lliures masculins. L'esdeveniment s'ha celebrat a tots els Jocs Olímpics d'Estiu, excepte el 1900 (quan els lliures més curts eren els 200 metres), tot i que la versió de 1904 es mesurava en iardes en lloc de metres.
Van repetir cinc dels vuit finalistes dels Jocs del 1988: el medallista d'or Matt Biondi dels Estats Units, el medallista de bronze Stéphan Caron de França, el quart classificat Gennadiy Prigoda de la Unió Soviètica (en aquesta ocasió amb l'equip unificat), el sisè classificat Andrew Baildon d'Austràlia, i vuitè classificat, Tommy Werner, de Suècia.
Biondi era el favorit, ja que també havia guanyat el Campionat Mundial l'any anterior i el seu rècord mundial de 1988 encara seguia vigent. Caron i el campió europeu de 1991, Alexander Popov, també van ser candidats.
Albània, Lituània, les Maldives, l'Aràbia Saudita i Seychelles van debutar cadascuna en la prova; algunes antigues repúbliques soviètiques van competir com a equip unificat i competidors de Iugoslàvia van competir com a participants olímpics independents.

## Format de competició
Aquesta competició de natació lliure va utilitzar el format final A/B instituït el 1984. La competició va consistir en dues rondes: eliminatòries i finals. Els nedadors amb les millors vuit marques a les semifinals van passar a la final A, competint per obtenir medalles fins al 8è lloc. Els nedadors amb les següents 8 millors marques a les semifinals van competir a la final B pel 9è fins al 16è lloc.

## Rècords
Abans d'aquesta competició, els rècords mundials i olímpics existents eren els següents.
No es van establir nous rècords mundials ni olímpics durant la competició. Gustavo Borges establir un nou rècord però de Sud-amèrica, i es van establir dos rècords nacionals: el rècord rus d'Alexander Popov i el rècord porto-riqueny de Ricardo Busquets.

## Horari
| Data                         | Temps       | Ronda                |
| ---------------------------- | ----------- | -------------------- |
| Dimarts 28 de juliol de 1992 | 10:30 18:30 | Eliminatòries Finals |

## Resultats

### Eliminatòries
Regla: els vuit nedadors més ràpids passen a la final A (Q), mentre que els vuit següents a la final B (q).
| #  | Heat | Carrils | Esportista           | Temps   | Notes  |
| -- | ---- | ------- | -------------------- | ------- | ------ |
| 1  | 10   | 3       | Alexander Popov      | 49.29   | QA     |
| 2  | 10   | 5       | Gustavo Borges       | 49.49   | QA     |
| 3  | 8    | 4       | Jon Olsen            | 49.63   | QA     |
| 4  | 10   | 4       | Matt Biondi          | 49.75   | QA     |
| 5  | 9    | 4       | Stéphan Caron        | 49.82   | QA     |
| 6  | 8    | 6       | Tommy Werner         | 50.00   | QA     |
| 6  | 10   | 2       | Gennadiy Prigoda     | 50.00   | QA     |
| 8  | 9    | 7       | Christian Tröger     | 50.05   | QA     |
| 9  | 9    | 3       | Raimundas Mažuolis   | 50.17   | QB     |
| 10 | 8    | 3       | Chris Fydler         | 50.26   | QB     |
| 11 | 9    | 5       | Nils Rudolph         | 50.29   | QB     |
| 12 | 9    | 6       | Christophe Kalfayan  | 50.30   | QB     |
| 13 | 7    | 3       | Ricardo Busquets     | 50.31   | QB     |
| 14 | 10   | 1       | John Steel           | 50.59   | QB     |
| 14 | 10   | 7       | Andrew Baildon       | 50.59   | QB     |
| 16 | 8    | 5       | Giorgio Lamberti     | 50.65   | QB, WD |
| 17 | 10   | 6       | Roberto Gleria       | 50.66   | QB     |
| 18 | 8    | 2       | Håkan Karlsson       | 50.73   |        |
| 18 | 8    | 8       | Stephen Clarke       | 50.73   |        |
| 20 | 8    | 1       | Béla Szabados        | 50.78   |        |
| 21 | 9    | 2       | Mike Fibbens         | 50.93   |        |
| 22 | 7    | 4       | Rodrigo González     | 51.04   |        |
| 23 | 6    | 1       | Stéfan Voléry        | 51.05   |        |
| 24 | 10   | 8       | Paul Howe            | 51.12   |        |
| 25 | 9    | 1       | Emanuel Nascimento   | 51.17   |        |
| 26 | 9    | 8       | Franz Mortensen      | 51.29   |        |
| 27 | 8    | 7       | Uğur Taner           | 51.34   |        |
| 28 | 7    | 5       | Jarl Inge Melberg    | 51.39   |        |
| 29 | 7    | 6       | Seddon Keyter        | 51.42   |        |
| 30 | 1    | 2       | Mladen Kapor         | 51.44   |        |
| 31 | 7    | 1       | Yoav Bruck           | 51.46   |        |
| 32 | 6    | 6       | Indrek Sei           | 51.47   |        |
| 32 | 7    | 2       | Yves Clausse         | 51.47   |        |
| 34 | 7    | 8       | Tsutomu Nakano       | 51.63   |        |
| 35 | 6    | 5       | Krzysztof Cwalina    | 51.70   |        |
| 36 | 6    | 7       | Nicholas Sanders     | 51.77   |        |
| 37 | 6    | 2       | Giovanni Linscheer   | 51.82   |        |
| 38 | 5    | 7       | Janne Blomqvist      | 51.86   |        |
| 39 | 6    | 8       | Michael Wright       | 51.88   |        |
| 40 | 6    | 4       | Xie Jun              | 51.94   |        |
| 41 | 6    | 3       | Darren Ward          | 52.05   |        |
| 42 | 5    | 4       | Arthur Li Kai Yien   | 52.22   |        |
| 43 | 5    | 1       | Allan Murray         | 52.43   |        |
| 44 | 5    | 2       | Stavros Michaelides  | 52.54   |        |
| 45 | 4    | 8       | Shigeo Ogata         | 52.74   |        |
| 46 | 5    | 5       | Ivor Le Roux         | 52.92   |        |
| 47 | 4    | 6       | Enrico Linscheer     | 52.94   |        |
| 48 | 5    | 6       | Marc Verbeeck        | 52.97   |        |
| 49 | 5    | 3       | Sebastián Lasave     | 53.07   |        |
| 50 | 4    | 5       | Geribryan Mewett     | 53.14   |        |
| 51 | 3    | 4       | Ian Steed Raynor     | 53.16   |        |
| 52 | 4    | 4       | Mohamed El-Azoul     | 53.31   |        |
| 53 | 4    | 3       | Nikos Paleokrassas   | 53.47   |        |
| 54 | 3    | 5       | Rhoderick McGown     | 53.65   |        |
| 55 | 5    | 8       | Patrick Sagisi       | 53.90   |        |
| 56 | 4    | 1       | Kenneth Yeo          | 54.44   |        |
| 57 | 3    | 3       | Plutarco Castellanos | 54.66   |        |
| 58 | 3    | 7       | Gustavo Bucaro       | 54.74   |        |
| 59 | 2    | 6       | Adrian Romero        | 54.77   |        |
| 60 | 3    | 6       | Laurent Alfred       | 54.89   |        |
| 61 | 3    | 1       | Helder Torres        | 55.38   |        |
| 62 | 4    | 7       | Frank Leskaj         | 55.50   |        |
| 63 | 2    | 4       | Émile Lahoud         | 55.51   |        |
| 64 | 1    | 1       | Mouhamed Diop        | 55.82   |        |
| 65 | 2    | 3       | Hussein Al-Sadiq     | 55.96   |        |
| 66 | 2    | 2       | Ahmad Faraj          | 56.05   |        |
| 67 | 2    | 5       | Ivan Roberts         | 56.15   |        |
| 68 | 1    | 7       | Bruno N'Diaye        | 56.39   |        |
| 69 | 3    | 2       | Jarrah Al-Asmawi     | 56.72   |        |
| 70 | 2    | 1       | Mohamed Bin Abid     | 56.82   |        |
| 71 | 2    | 7       | Carl Probert         | 57.25   |        |
| 72 | 1    | 4       | Kenny Roberts        | 58.86   |        |
| 73 | 1    | 5       | Foy Gordon Chung     | 1:03.96 |        |
| 74 | 1    | 3       | Ahmed Imthiyaz       | 1:04.96 |        |
| 75 | 1    | 6       | Mohamed Rasheed      | 1:08.12 |        |
| —  | 4    | 2       | Nayef Al-Hasawi      | DNS     |        |
| —  | 7    | 7       | Peter Williams       | DNS     |        |

| Rang | Carril | Nedador             | Temps | Notes |
| ---- | ------ | ------------------- | ----- | ----- |
| 9    | 2      | Ricardo Busquets    | 49,92 | NR    |
| 10   | 4      | Raimundas Mažuolis  | 50,13 |       |
| 11   | 6      | Christophe Kalfayan | 50,49 |       |
| 12   | 3      | Nils Rudolph        | 50,62 |       |
| 13   | 7      | John Steel          | 50,69 |       |
| 14   | 5      | Chris Fydler        | 50,78 |       |
| 15   | 8      | Roberto Gleria      | 50,81 |       |
| 16   | 1      | Andrew Baildon      | 50,93 |       |

| Rang | Carril | Nedador          | Temps | Notes |
| ---- | ------ | ---------------- | ----- | ----- |
| 1    | 4      | Alexandre Popov  | 49.02 | NR    |
| 2    | 5      | Gustavo Borges   | 49,43 | SA    |
| 3    | 2      | Stéphan Caron    | 49,50 |       |
| 4    | 3      | Jon Olsen        | 49,51 |       |
| 5    | 6      | Matt Biondi      | 49,53 |       |
| 6    | 1      | Tommy Werner     | 49,63 |       |
| 7    | 8      | Christian Tröger | 49,84 |       |
| 8    | 7      | Gennadiy Prigoda | 50,25 |       |